# 浜村蔵六 (五世)

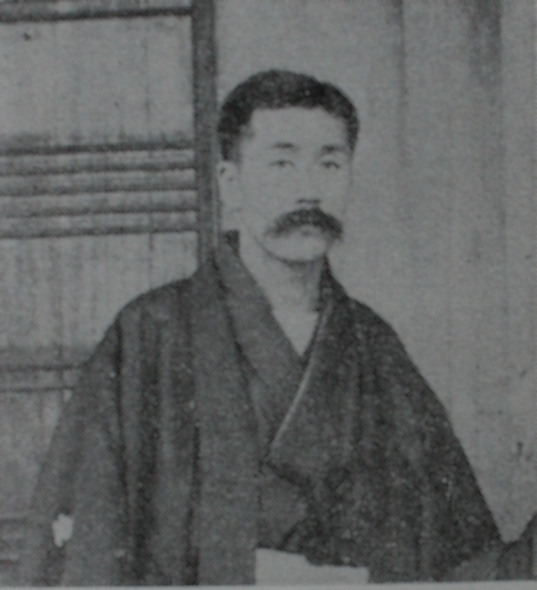
濱村蔵六5世

五世 浜村 蔵六（ごせい はまむら ぞうろく、男性、慶応2年（1866年） - 明治42年（1909年）11月25日）は、明治期の日本の篆刻家である。
名は裕、字は有孚、蔵六を号し、別号に無咎道人・彫虫窟主人。通称立平。陸奥国弘前出身。

## 略伝
三谷大足の次男として生まれ、東奥義塾で洋学を修めた。23歳のとき上京。金子蓑香に篆刻を学び、その後四世浜村蔵六の門下となる。四世蔵六に継嗣がいなかった為請われてその養子となり、明治27年（1894年）5月浜村蔵六を嗣ぎ、永らく向島に住む。各地を遊歴後、二度にわたって清国を訪問。康有為ら政治家と親交した。また呉昌碩や徐三庚と交わり、その奥義を伝えられる。このため浜村家に代々伝えられた印法が変容したとされるが、四世蔵六のとき代々伝えられた印籍類が火災で焼失したことが原因とも考えられる。初世蔵六以来の最大の印人と称された。石印以外にも陶印や金印の制作も巧みであった。印面・鈕形・色彩のすべてに優雅な味わいがあり人気を博した。犬養毅・幸田露伴などの名流がその印を用いた。門下に石井雙石がいる。
明治42年（1909年）11月25日、腸チフスのため病没。享年45。谷中天王寺に墓がある。

## 著作
- 『蔵六居印藪』
- 『蔵六居士結金石縁』
- 『旅窓鐵戯』
- 『蔵六銅磁印譜』
- 『彫虫窟印藪』
- 『蔵六金印』